# Ковальчук Анастасія Олександрівна
Ковальчу́к Анастасі́я Олекса́ндрівна — українська більярдистка, майстер спорту України. Шестиразова чемпіонка України з гри на більярді: по два чемпіонські титули з вільної, комбінованої і динамічної пірамід.

## Історія
Грати на більярді почала з 12 років й надалі. 2005 року в одному з клубів Кременчука її гру помітив тренер Віктор Приходько. На початок 2010 року найкращим досягненням більярдистки на міжнародних турнірах є друге місце на чемпіонаті Європи..

### 2017
Наприкінці серпня в Одесі проходив жіночий чемпіонат України з динамічної піраміди й визначилися півфіналісти у чоловічому. Анастасія з великою перевагою над суперницями пройшла весь турнір і ушосте стала чемпіонкою України. 3:0 з Зоряною Притулюк, 4:1 з Вірою Меденко, 4:0 з Ганною Герасимовою й ще раз, уже в фіналі, 5:2 з Притулюк. На рахунку Анастасії тепер по два чемпіонські титули з вільної, комбінованої і динамічної пірамід.

## Спортивні досягнення
- фіналістка Чемпіонату Європи-2007 серед дівчат
- переможниця Кубка Тетяни Овсієнко-2008
- друге місце на «Міс більярд»-2008
- переможниця етапу та Кубка України-2009
- переможниця Чемпіонату України-2009
- чемпіонка України по вільній піраміді-2011
- переможниця Кубка мера Москви-2014
- бронзова призерка Чемпіонату світу-2015 (Лаппеенранта), жовтень